# Томас Ділоренцо
Томас Джеймс Ді Лоренцо (англ. Thomas James DiLorenzo, 8 серпня 1954) — американський економіст, прихильник австрійської школи економіки, критик антимонопольного регулювання.
Професор в Мерілендському університеті Лойоли, старший науковий співробітник інституту Людвіга фон Мізеса, захистив PhD у сфері економіки в Політехнічному інституті і університеті штату Вірджинії. Ді Лоренцо виступає на лекціях і бере участь в заходах інституту Людвіга фон Мізеса.

## Біографія
Ді Лоренцо є одним з найбільш послідовних критиків антимонопольного регулювання. Зокрема, він стверджує, що «на практиці це обмежує випуск і зростання продуктивності, погіршує конкурентоспроможність американської промисловості й регулярно використовується для підриву конкуренції». Він поставив під сумнів думку про те, що новий курс Рузвельта допоміг США подолати Велику депресію. Також він виступає за те, щоб державам надали більше прав на рахунок федерального уряду та за право на відокремлення від США. Томас Джеймс Ді Лоренцо виріс в західній Пенсільванії, він нащадок італійських іммігрантів. Він вважав, що політики в маленьких західних містах штату, прибули сюди для особистого звеличення. На думку Ді Лоренцо, його сім'я і сусіди багато працювали, а інші люди отримують вигоду від уряду. В 1960-х роках йому спадало на думку, що «уряд руйнує систему кримінального правосуддя». Ці роки припали на юність Ді Лоренцо тому він не турбувався про призов на війну у В'єтнам. Йому також було відомо, що інші молоді люди зробили все можливе аби уникнути цього, а ті, які пройшли цей етап, замовкли від побаченого. Ці висновки привели його до думки, що політика це — «зло».

## Погляди
Ді Лоренцо пише про те, що він називає «міфом Лінкольна» в американській історії і політиці. Він сказав: «Авраам Лінкольн рекордно раз по раз відкидає ідею расової рівності. Але інколи, при нагоді, прихильники Лінкольна йдуть на будь-які заходи, щоб зганьбити носія поганих новин». Ді Лоренцо також виступав за роз'єднання Конфедеративних Штатів Америки. Він критично ставиться до неоконсерватизму і нескінченного військового інтервенціонізму. Ді Лоренцо навів аргументи на рахунок того, що військові обманюють і не захищають США. Також почав вивчати лібертаріанство в коледжі, що, за його словами, допомогло йому у своєму розвитку ідей. Він має ступінь бакалавра економіки Вестмінстерського коледжу в Пенсільванії. Також отримав докторський ступінь по економіці від Технологічного інституту Вірджинії.
Ді Лоренцо викладав в Університеті штату Нью—Йорк в Буффало, Університеті Джорджа Мейсона і в Університеті штату Теннессі в Чаттануга.
Він колишній науковий співробітник Центру вивчення американського бізнесу Вашингтонського університету в Сент-Луїсі. З 1992 року працював професором економіки в Школі бізнесу Меріленд Селлінгер університету Лойола.
Ді Лоренцо часто виступає на заходах інституту фон Мізеса і пропонує кілька онлайн-курсів з політичних предметів на платформі Mises Academy. Також бере участь у введені блогу Lew Rockwell.

## Суперечки з приводу участі Ліги Півдня
Суперечки виникли у 2011 році, коли Ді Лоренцо давав свідчення в Комітеті з фінансових послуг на рахунок Палати представників за запитом колишнього конгресмена США Рона Пола. Під час слухання Лейсі Клей розкритикував Ді Лоренцо за його зв'язки з Лігою Півдня, яку Клей схарактеризував як «неоконфедеративну групу». У статтях Reuters і Baltimore Sun про слухання була згадана історія Південного юридичного центру по боротьбі з бідністю та про зв'язок Ді Лоренцо з Лігою. Оглядач Washington Post Дана Мілбанк написав про зауваження Лейсі Клея і сказав, що Ліга Півдня згадала Ді Лоренцо на своєму вебсайті як «афілійованого вченого» ще у 2008 році.
Ді Лоренцо заперечував будь-які споріднені зв'язки з групою, після чого повідомив репортера Baltimore Sun, що «я не підтримую те, що вони говорять і роблять, зате я схвалюю те, що говорить і робить Конгрес, тому що я виступав на слуханнях в середу». Згодом його роботодавець провів розслідування. У колонці LewRockwell.com він описав свою співпрацю з Лігою як обмежене «декількома лекціями по економіці громадянської війни», які він прочитав інституту Ліги Півдня близько тринадцяти років тому. У статті LewRockwell.com 2005 року Ді Лоренцо підтримав соціальні та політичні погляди Ліги, заявивши, що вона «виступає за мир і процвітання в традиціях Джорджа Вашингтона або Томаса Джефферсона».

## Книги
Найвідомішою серед книг Ді Лоренцо є «The Real Lincoln», в якій автор критично розглядає роль Авраама Лінкольна під час Громадянської війни. Книга викликала суперечки і дискусії. Журнал історичного ревізіонізму Barnes Review пише в анонсі книги, що Ді Лоренцо «зробив гамбургер зі священної корови». Це критична біографія, оприлюднена у 2002 році. В огляді, опублікованому інститутом Людвіга фон Мізеса, Девід Гордон описав тезу Ді Лоренцо: Лінкольн був «прихильником білої раси», не показував принципову зацікавленість у скасуванні рабства і вірив в сильний центральний уряд, що встановлює високі тарифи й націоналізовану банківську систему. Також він цитує слова Ді Лоренцо: «Рабство вже знаходилося в занепаді в прикордонних штатах та на Півдні, в основному з економічних причин».
Rich Lowry, який писав для The Daily, описав техніку Ді Лоренцо в цій книзі наступним чином: "Його ціль полягає в тому, щоб ритися в пошуках яких-небудь аргументів, аби проклясти Лінкольна, без будь-яких нюансів або контексту. Ненависники Лінкольна, в образі ДіЛоренцо, знайшли чемпіона з розсудливістю і темпераментом, якого вони заслуговують ".
Рецензуючи для The Independent Review, аналітичного центру, пов'язаного з Ді Лоренцо, Майкл Гембон назвав книгу «пародією на історичний метод і документацію». Він сказав, що книга містить «лабіринт історичних і граматичних помилок», і прийшов до висновку, що Ді Лоренцо «заслужив … глузування своїх критиків». У своєму огляді для Інституту Клермонта Кен Масугі пише, що «ДіЛоренцо приймає як свою власну фундаментальну помилку: поєднуючи проблему раси з набагато більш фундаментальною проблемою — рабством». Він зазначив, що в Іллінойсі «сили проти рабства фактично об'єдналися з расистами, щоб зберегти свою державу вільною від рабства, а також від чорношкірих». Масугі назвав роботу Ді Лоренцо «понівеченою» і заявив, що ставлення Ді Лоренцо до Лінкольна було надзвичайно поганим і що книга «насправді жахлива». У 2002 році Ді Лоренцо обговорив з колегою-професором Клермонтського інституту Гаррі Яффогідність державної мудрості Авраама Лінкольна до і під час Громадянської війни.
Книга Ді Лоренцо «Unmasked: What You're Not Supposed to Know About Dishonest Abe»(2007) продовження його досліджень, розпочаті в «The Real Lincoln». В огляді Девід Гордон заявив, що «…теза Ді Лоренцо в томі 2007 року полягала в тому, що Лінкольн виступав проти поширення рабства на нові штати, тому що чорна праця буде конкурувати з білою працею». Лінкольн сподівався, що всі чорні в кінцевому підсумку будуть депортовані в Африку, для того щоб у білих робочих було більше роботи. За словами Гордона, Ді Лоренцо заявляє, що Лінкольн аби допомогти добитися перемоги на Півдні, підтримував звільнення рабів, як засіб воєнного часу.
Огляди в Washington Post і Publishers Weekly стверджували, що книга, схоже, адресована неназваними вченими, які високо оцінили внесок Лінкольна. Justin Evers розкритикував Ді Лоренцо, заявивши, що ця книга є «скоріше викриттям групи вчених Лінкольна, ніж реальним історичним аналізом». Publishers Weekly описав це як " спалах ", в якому Ді Лоренцо " звинувачує більшість дослідників громадянської війни в «культі Лінкольна»; він особливо нагнітає на вченого Еріка Фонера, характеризуючи його й інших як " прихованих художників ".
В огляді трьох недавно опублікованих книг про Лінкольна у 2009 році, історик Брайан Дірк залучив ранішу роботу Томаса Ді Лоренцо з роботою Лероне Беннетт, іншим критиком Лінкольна. Він писав, що «деякі вчені, які вивчають громадянську війну, серйозно ставляться до Беннетт і Ді Лоренцо, вказуючи на їх вузький політичний погляд і помилкові дослідження».

## Публікації
Ді Лоренцо є автором декількох книг, в тому числі:
1. Lincoln Unmasked: What You're Not Supposed to Know About Dishonest Abe — Crown Forum, 2006. — 223 p. — ISBN 978-0-307-33842-6
2. Hamilton's Curse: How Jefferson's Arch Enemy Betrayed the American Revolution-and What It Means for Americans Today — Crown Forum, 2008. — 243 p. — ISBN 978-0-307-38285-6
3. The Real Lincoln: A New Look at Abraham Lincoln, His Agenda, and an Unnecessary War — Random House, 2002. — 333 p. — ISBN 978-0761536413
4. How Capitalism Saved America: The Untold History of Our Country, from the Pilgrims to the Present — Three Rivers Press, 2005. — 304 p. — ISBN 1400083311

У співпраці з James T. Bennett:
1. Destroying Democracy: How Government Funds Partisan Politics
2. Official Lies: How Washington Misleads Us
3. The Food & Drink Police: Америки Nannies, Busybody, and Petty Tyrants
4. Underground Government: The Off-Budget Public Sector
5. CancerScam: Diversion of Federal Cancer Funds для Politics

У співпраці з Joseph A. Morris:
1. Abraham Lincoln: Friend or Foe of Freedom?

Найвідоміші статті:
1. The Myth of Natural Monopoly, The Review of Austrian Economics, vol. 9, issue 2,1996: 43-58
2. The origins of antitrust: An interest-group perspective, International Review of Law and Economics, vol. 5, issue 1,1985: 73-90